# Свети Стефан Панцир
„Свети Стефан Панцир“ или Пандзир (на македонска литературна норма: „Свети Стефан Панцир“) е православна скална църква, разположена край град Охрид, Северна Македония.
Църквата се намира на източния бряг на Охридското езеро, над хотел „Силекс“ и под село Шипокно.
В строежа е използвана естествена пещера, преградена от южна страна със зид от недялан камък. Точната дата на градежа е неизвестна, но по фреските се съди, че е към средата на XIV век. Около църквата по-късно са изградени конаци.
В нишата на дяконикона има надпис, от който се разбира, че дарители били гражданите от Велики Варош, тоест Охрид и хората от съседните села Шипокно, Горица и Конско.
Вътрешността на църквата е изписана, но фреските са повредени в голяма степен. В долната зона на апсидалното пространство е изобразена света Богородица с малкия Христос пред себе си. От църковните архиереи са изобразени свети Василий Велики, свети Йоан Златоуст и свети Атанасий Александрийски. Свети Стефан е в нишата на протезиса. Голямата композиция Дейсис (Второто пришествие Христово) е на северния зид, а до нея е изобразена света Петка. Живописта е близка до тази във „Вси Светии“ в Лешани и се датира преди самия край на шестото десетилетие на XV век, когато вече се усеща промяна в начина на работа на охридските художници.
Според други източници малката църква съществува още от IX век, но е изписана в XIV – XV век.